# Jean-Pol Poncelet
Pour les articles homonymes, voir Poncelet.
Jean-Pol Poncelet est un homme politique belge né à Carlsbourg, dans la province de Luxembourg le 10 avril 1950.

## Biographie
Ingénieur civil en physique nucléaire diplômé (1973) de l'université catholique de Louvain, il est élu député de l'arrondissement Neufchâteau-Virton en 1991. Il est réélu en 1995 et 1999.
Membre du PSC, il est nommé Vice-Premier ministre et Ministre de la Défense au sein du gouvernement Dehaene II lors du remaniement ministériel du 3 septembre 1995. Il fut également ministre de l'Énergie à partir du 19 juin 1998.
Le 16 août 2001, il devient directeur stratégie et relations extérieures à l'Agence spatiale européenne jusqu'en 2005. Le 6 novembre 2006, il est nommé conseiller auprès d'Anne Lauvergeon, présidente du directoire d'Areva, et directeur chargé de la politique des énergies nouvelles, au sein de la direction internationale et marketing. En février 2008, il est nommé directeur du développement durable et du progrès continu du groupe Areva.

## Sources
- Gouvernement Jean-Luc Dehaene II (23.06.1995 - 12.07.1999) (CRISP)
- Jean-Pol PONCELET nommé Conseiller auprès de la Présidente du Directoire - 6 mars 2006 (site officiel d'Areva)